# Чміль Варвара Іванівна
Варвара Іванівна Чміль (рос. Варвара Ивановна Чмиль; 27 грудня 1914, Чернігівська губернія — 28 січня 2001) — радянська діячка тракторобудування, змінний майстер заводу ХТЗ. Герой Соціалістичної Праці (1960).

## Біографія
Варвара Чміль народилася 27 грудня 1914 року на території Чернігівської губернії. За національністю — українка. Освіту здобула у фабрично-заводському училищі. Із 1931 року почала працювати фрезерувальницею на Харківському тракторному заводі (ХТЗ).
Після початку Німецько-радянської війни, ХТЗ був евакуйований до Сталінграду, потім до Рубцовська (Алтайський край), а після звільнення Харкова повернувся в місто. У 1945 році Чміль перекваліфікувалася на токаря. У 1948 році «за успішне виконання завдань уряду по відновленню підприємства та досягнуті успіхи з випуску тракторів» Варвара Іванівна була удостоєна ордена Леніна.
У 1952 році стала змінним майстром на заводі. 7 березня 1960 року «в ознаменування 50-річчя Міжнародного жіночого дня, за видатні досягнення у праці і особливо плідну громадську діяльність» була удостоєна звання Героя Соціалістичної Праці. Продовжувала працювати на заводі ХТЗ аж до виходу на пенсію. Після виходу на пенсію жила в Харкові.
Крім трудової діяльності, Варвара Іванівна займалася громадською діяльністю. Була членом КПРС. У 1961 році була делегатом XXII з'їзду КПРС. У 1971 році — делегатом XXIV з'їзду Компартії України. Також була делегована на Всесвітній конгрес жінок.

## Нагороди
Варвара Іванівна була удостоєна наступних нагород:
- Золота медаль «Серп і Молот» (7 березня 1960 —№ 8391);
- 2 ордена Леніна (29 вересня 1948 і 7 березня 1960 — № 331293);
- Орден Дружби народів (21 жовтня 1981);
- ряд інших медалей.